# Psectra yunu
Psectra yunu is een insect uit de familie van de bruine gaasvliegen (Hemerobiidae), die tot de orde netvleugeligen (Neuroptera) behoort. 
Psectra yunu is voor het eerst wetenschappelijk beschreven door C.-k. Yang in 1981.